# Eric Zachrisson
Eric Wilhelm Zachrisson (* 8. September 1980 in Borg) ist ein ehemaliger schwedischer Eisschnellläufer.

## Werdegang
Zachrisson wurde im Jahr 1998 schwedischer Juniorenmeister im Sprint-Mehrkampf und kam bei den Juniorenweltmeisterschaften 1998 in Roseville auf den 21. Platz im Kleinen Vierkampf. In der Saison 2001/02 nahm er in Den Haag erstmals am Eisschnelllauf-Weltcup teil, wobei er in der B-Gruppe den 16. Platz über 1500 m errang und siegte bei den schwedischen Meisterschaften im Sprint-Mehrkampf. Nachdem er in der Saison 2003/04 erneut schwedischer Meister im Sprint-Mehrkampf wurde, lief er in der Saison 2004/05 bei der Sprintweltmeisterschaft 2005 in Salt Lake City auf den 25. Platz im Sprint-Mehrkampf und bei den Einzelstreckenweltmeisterschaften 2005 in Inzell auf den 24. Platz über 1000 m sowie auf den 19. Rang über 500 m. In der Saison 2005/06 erreichte er in Inzell mit dem sechsten Platz über 1000 m sein bestes Ergebnis im Weltcup und absolvierte in Heerenveen seinen letzten Weltcup, welchen er auf dem 18. Platz über 1000 m beendete. Bei der Sprintweltmeisterschaft 2006 in Heerenveen belegte er den 18. Platz im Sprint-Mehrkampf und bei den Olympischen Winterspielen 2006 in Turin, den 20. Rang über 500 m.

## Erfolge

### Olympische Spiele
- 2006 Turin: 20. Platz 500 m

### Einzelstrecken-Weltmeisterschaften
- 2005 Inzell: 19. Platz 500 m, 24. Platz 1000 m

### Sprint-Weltmeisterschaften
- 2005 Salt Lake City: 25. Platz Sprint-Mehrkampf
- 2006 Heerenveen: 18. Platz Sprint-Mehrkampf

## Persönliche Bestzeiten
| Disziplin | Zeit         | Datum             | Ort            |
| --------- | ------------ | ----------------- | -------------- |
| 500 m     | 35,44 s      | 20. November 2005 | Salt Lake City |
| 1000 m    | 1:09,84 min  | 19. November 2005 | Salt Lake City |
| 1500 m    | 1:48,71 min  | 19. März 2003     | Calgary        |
| 3000 m    | 4:00,76 min  | 15. November 2002 | Erfurt         |
| 5000 m    | 6:52,60 min  | 19. März 2003     | Calgary        |
| 10000 m   | 14:56,12 min | 19. März 2003     | Calgary        |